# Сергиопольский сельсовет
Сергиопольский сельсовет — муниципальное образование в Давлекановском районе Башкортостана.
Административный центр — деревня Сергиополь.

## История
Статус и границы сельского поселения установлены Законом Республики Башкортостан от 17 декабря 2004 года № 126-З «О границах, статусе и административных центрах муниципальных образований в Республике Башкортостан».

## Население
| 2002 | 2009 | 2010 | 2012 | 2013 | 2014 | 2015 |
| ---- | ---- | ---- | ---- | ---- | ---- | ---- |
| 999  | ↘931 | ↗980 | ↘975 | →975 | ↘958 | ↘933 |
| 2016 | 2017 |      |      |      |      |      |
| ↘906 | ↘889 |      |      |      |      |      |

## Состав сельского поселения
| № | Населённый пункт | Тип населённого пункта          | Население |
| - | ---------------- | ------------------------------- | --------- |
| 1 | Сергиополь       | деревня, административный центр | ↘362      |
| 2 | Дорошевка        | деревня                         | ↗230      |
| 3 | Каранбаш         | деревня                         | ↗185      |
| 4 | Фаридуновка      | деревня                         | ↗134      |
| 5 | Уртатау          | деревня                         | ↗67       |
| 6 | Тавричанка       | деревня                         | ↘2        |